# Михайловка (Кизильский район)
Михайловка — посёлок в Кизильском районе Челябинской области России. Входит в состав Обручёвского сельского поселения.

## География
Посёлок находится на юге Челябинской области, в пределах юго-восточных предгорий Южного Урала, в степной зоне, на левом берегу реки Ильяски, на расстоянии 20 километров по прямой к юго-востоку от села Кизильского, административного центра района. Абсолютная высота 296 метров над уровнем моря.
Климат
Климат резко континентальный с сухим жарким летом и суровой зимой. Среднегодовое количество осадков: 266 мм. Средняя температура самого холодного месяца (января) составляет −17,9 °С, самого тёплого месяца (июля) — +19,9 °С.

## Население
| 2002 | 2010 |
| ---- | ---- |
| 276  | ↘216 |

Гендерный состав
По данным Всероссийской переписи населения 2010 года в гендерной структуре населения мужчины составляли 47,2 %, женщины — соответственно 52,8 %.
Национальный состав
Согласно результатам переписи 2002 года, в национальной структуре населения русские составляли 54 %, казахи — 29 %.

## Улицы
Уличная сеть посёлка состоит из двух улиц и одного переулка.